# Musée d'Art moderne Grand-Duc Jean
Le musée d’Art moderne Grand-Duc Jean (forme abrégée : Mudam) est un musée luxembourgeois consacré aux arts modernes, situé dans le quartier du Kirchberg, à Luxembourg.
Il a été créé par le gouvernement luxembourgeois sous l'impulsion du Premier ministre Jacques Santer en 1989 à l'occasion des festivités des 25 ans de règne du grand-duc Jean. C'est pour cette raison qu'il porte son nom.
Le Mudam est l’homologue luxembourgeois de musées d’art contemporain de classe internationale tels que le Centre Pompidou (Paris), le Mamco (Genève), le Moma (New York), etc.
Dix-sept années se sont écoulées entre le moment où Ieoh Ming Pei s'est vu confier l'architecture du musée et l'inauguration de l'édifice, notamment du fait d'une controverse locale quant à l'usage qui aurait dû être fait des restes d'une forteresse dessinée par Vauban sur lesquels se tient le bâtiment.
Entre 1999 (date de début des travaux) et 2006, sous la direction de Marie-Claude Beaud, le musée a patiemment constitué ses collections (prêtées dans le monde entier en attendant), a organisé des manifestations ponctuelles et des rencontres avec des artistes, et, enfin, a existé virtuellement grâce à son site web, conçu par l'artiste Claude Closky.
L'ouverture au public a eu lieu le 2 juillet 2006 en présence de la famille grand-ducale et de nombreux représentants de familles royales.

## Le lieu

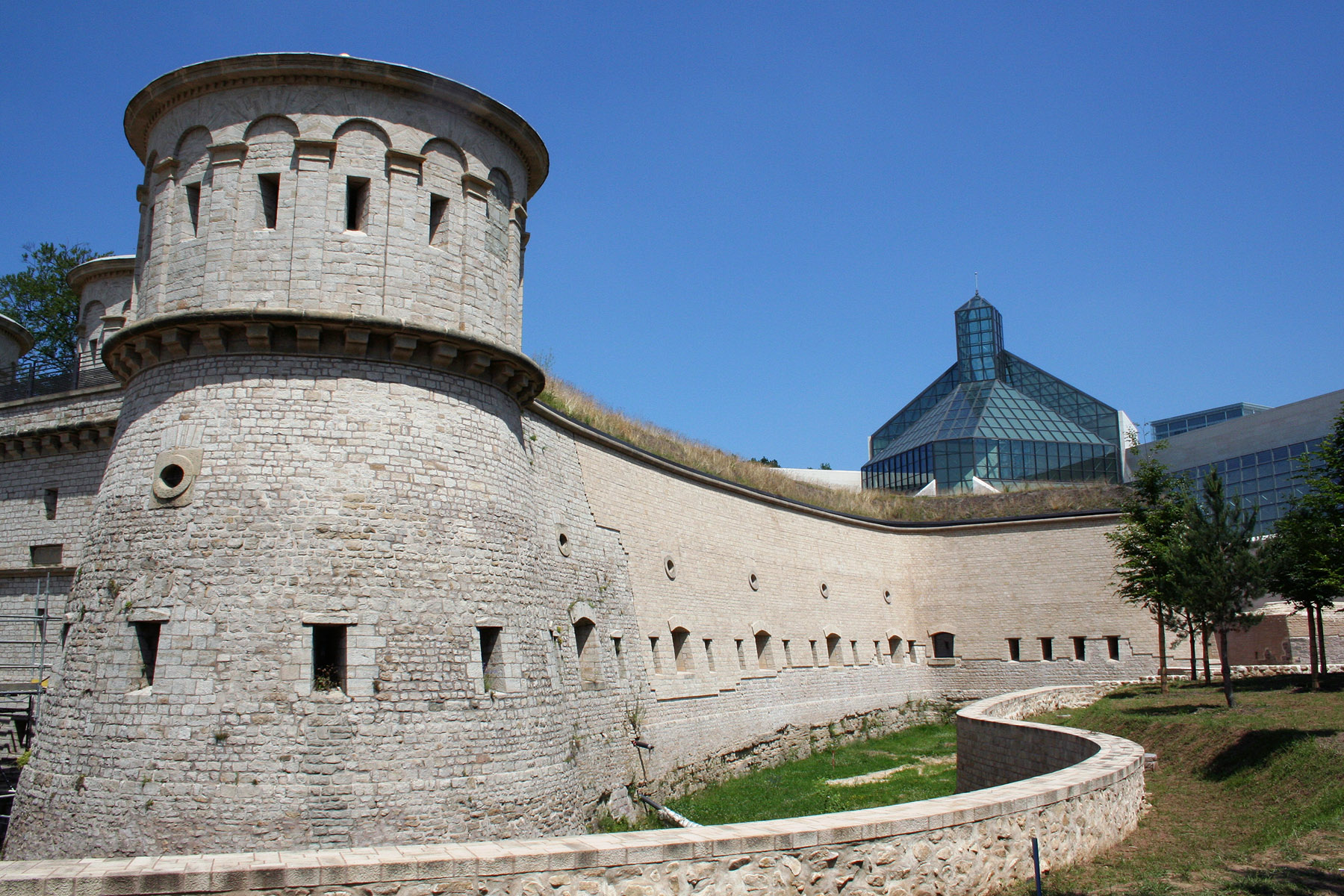
Le Mudam a été construit sur le site, et dans, l'ancien fort Thüngen.

Le bâtiment du musée se trouve sur le site du Fort Thüngen dans le parc Dräi Éechelen (« trois glands » — en référence aux trois glands qui ornent les trois tours de la forteresse), aménagé par Michel Desvigne et situé entre le centre-ville et le quartier du Kirchberg (quartier de l'Europe).
Le tracé du Fort Thüngen a été utilisé pour dessiner les plans du nouveau musée : le musée Dräi Eechelen.
Les expositions sont présentées sur trois niveaux (4 800 m² de surfaces accessibles au public - et 10 000 au total).
La première année d'ouverture, le Musée d'art moderne Grand-Duc Jean a réussi à attirer plus de 115 000 visiteurs, ce qui représente un record absolu pour un musée luxembourgeois.
En 2011, pour le cinquième anniversaire du musée, un lustre monumental de Nathalie Dewez a été accroché dans le hall central.

## La philosophie du Mudam
Le principe directeur du musée est le "tout-art" : outre les œuvres bien sûr, le mobilier fonctionnel du Mudam (fauteuils, boutique, café, site internet, bureaux) est aussi une création d'artistes-designers. Et ce principe s'étend jusqu'à l'archivage : le photographe Pierre-Olivier Deschamps s'est vu confier la tâche de constituer la mémoire photographique de la construction du musée.
Par ailleurs, de nombreux artistes présents dans les collections appartiennent au monde du design (mode, décoration, habillage sonore, graphisme), le Mudam se trouve donc toujours à la frontière qui sépare l'art "noble" (le geste « gratuit ») d'un art plus utilitaire. Cette volonté du "tout-art" est intitulé « Be the Artists’ Guest » (l'artiste vous invite).
Les collections ne sont pas présentées en permanence et de manière exhaustive, une rotation est organisée sous forme d'expositions sur proposition de commissaires externes ou internes au musée.

## Les collections

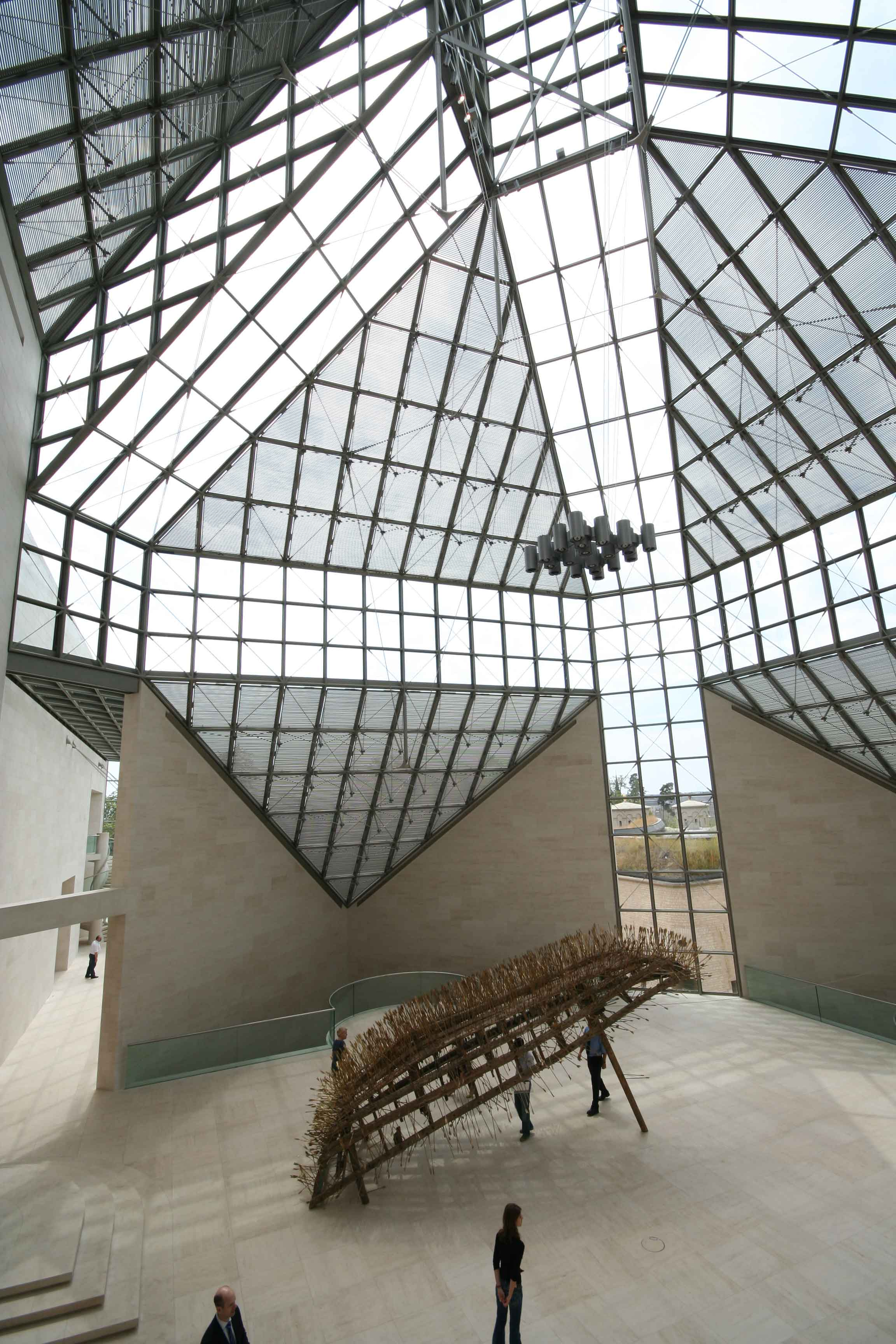
Vue de l'intérieur du musée.

Les collections du musée contiennent des œuvres de nombreux artistes et designers tels que : Alvar Aalto, Marina Abramović, Emmanuelle Antille, Sylvie Auvray, Bernd et Hilla Becher, Pierre Bismuth, Sophie Calle, Claude Closky, Tony Cragg, San Damon, Richard Deacon, Damien Deroubaix, Jan Fabre, Günther Förg, Charles Fréger, Bernard Frize, Franz Gertsch, Nan Goldin, Marie-Ange Guilleminot, Andreas Gursky, Peter Halley, Thomas Hirschhorn, Fabrice Hybert, William Kentridge, Claude Lévêque, Richard Long, Michel Majerus, Martin Margiela, Steve McQueen, Bruce Nauman, Grayson Perry, Pipilotti Rist, Thomas Ruff, Julian Schnabel, Thomas Schütte, Cindy Sherman, Katharina Sieverding, Geza Szobel, Wolfgang Tillmans, Laure Tixier, Cy Twombly, Xavier Veilhan et Rémy Zaugg.
Le comité scientifique du musée est composé tout d'abord de Carmen Giménez, conservatrice au  Musée Guggenheim (New York), Paul Reiles, directeur du Musée national d’histoire et d’art de Luxembourg, Stephan Schmidt-Wulffen, directeur de l'Académie des Beaux-Arts de Vienne et Nicholas Serota, directeur de la Tate Gallery (Londres), remplacé en 2007 par Alfred Pacquement (Directeur du Musée national d’art moderne - Centre national d'art et de culture Georges-Pompidou, Paris).
En 2010, Enrico Lunghi (à la tête de Mudam depuis janvier 2009) renouvelle les membres du comité scientifique. Celui-ci se compose aujourd’hui de Barnabás Bencsik (directeur du Ludwig Museum - Museum of Contemporary Art, Budapest), Jimena Blázquez Abascal (directrice de la Fondation NMAC, Vejer, Cádiz, Espagne), Dr. Julia Draganovic (curateur indépendante) et Paul Reiles (vice-président de la Fondation Musée d‘Art Moderne Grand-Duc Jean et directeur honoraire du Musée national d’histoire et d’art, Luxembourg).

## Expositions

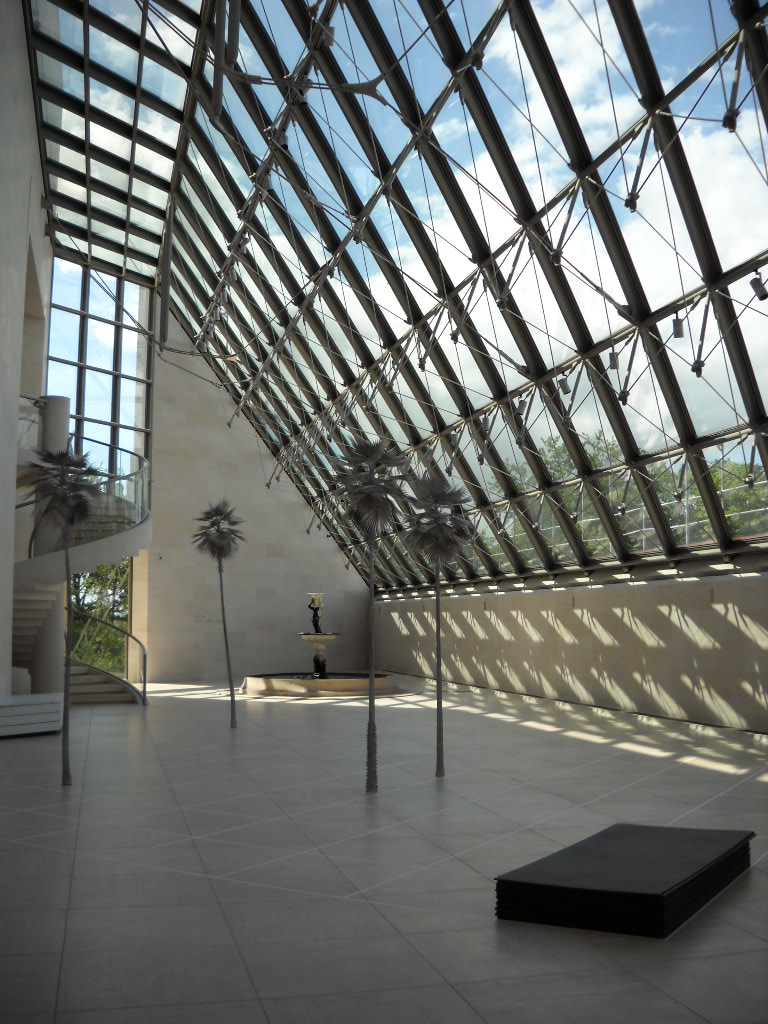
Vue de l'intérieur du musée.

- Eldorado (exposition d'ouverture) 01/07/2006 - 20/11/2006
- Michel Majerus (rétrospective européenne) 09/12/2006 - 07/05/2007
- TOMORROW NOW - when design meets science fiction, 25/05/2007 - 24/09/2007
- "bloom! Experiments in Color Photography by Edward Steichen" 14/07/2007 - 03/09/2007
- "Glenn Ligon: some changes" 13/10/2007 - 19/02/2008
- "Mudam Guest House 07" : François Boisrond, Marie Cool & Fabio Balducci, Pascal Convert, Wim Delvoye, Thomas Demand, James P. Graham, Charles Kaisin, Vera Weisgerber, Simon Jacquard, Yazid Oulab, Jan Wangaard" 13/10/2007 - 26/11/2007
- "Portugal Agora - À propos des lieux d'origine" (Panorama de la création contemporaine portugaise) 15/12/2007 - 07/04/2008
- "Michel Paysant - Nusquam" 15/12/2007 - 07/04/2008
- Frédéric Prat 06/03/2008 - 26/05/2008
- Out of Storage I - peintures choisies de la Collection : Rosson Crow, Dominique Gauthier, Peter Halley, Federico Herrero, Jonathan Lasker, Michel Majerus, Jean-Luc Moerman, Frank Nitsche, Albert Oehlen, Fiona Rae, Thomas Scheibitz, Juan Uslé 06/03/2008 - 26/05/2008
- China Power Station: Part III : Cao Fei, Chen Qiulin, Chu Yun, Hu Xiangqian, Ji Weiyu, Kan Xuan, Liu Wei, Ou Ning, Qiu Anxiong, Xu Zhen, Xue Tao, Yang Fudong, Zhang Ding, Zhou Tao... 26/04/2008 - 01/09/2008
- Candice Breitz - Be My Somebody 26/04/2008 - 22/09/2008
- H Box 14/05/2008 - 23/06/2008
- Grayson Perry - My Civilisation 19/06/2008 - 22/09/2008
- Thomas Scheibitz - about 90 éléments / TOD IM DSCHUNGEL 19/06/2008 - 22/09/2008
- Laurent Pariente 03/07/2008 - 15/09/2008
- Nouvelles Formes, Pierre Charpin à Sèvres 11/10/2008 - 07/11/2008
- Ettore Sottsass & Sottsass Associati 11/10/2008 - 01/12/2008
- John Lurie - Bones are on the Outside 11/10/2008 - 08/12/2008
- Go East I - Mudam Collection supported by KBL European Private Bankers 11/10/2008 - 08/12/2008
- ELO. Inner Exile - Outer Limits: Götz Arndt, Jean-Marie Biwer, Gast Bouschet & Nadine Hilbert, Simone Decker, Stina Fisch, Christian Frantzen, Tina Gillen, Tom Hermes, Paul Kirps, Yvan Klein, Filip Markiewicz (Raftside), Isabelle Marmann, Bertrand Ney, Moritz Ney, Antoine Prum, Dany Prum, Roland Quetsch, Pasha Rafiy, Saskia Raux & Marc Scozzai, Danielle Scheuer, Eric Schockmel, Jean-Louis Schuller, The Plug, Jeanine Unsen, Roger Wagner, Trixi Weis, Vera Weisgerber, Wennig & Daubach (lb) 11/10/2008 - 02/02/2009
- RRRIPP!! Paper Fashion 11/10/2008 - 08/12/2008
- Ena Swansea 11/10/2008 - 02/02/2008
- Finns at Venini 11/10/2008 - 08/12/2008
- Jochen Gerner - Home 18/12/2008 - 02/03/2009
- Laure Tixier - Plaid Houses dans le cadre du cycle "Habiter" 18/12/2008 - 02/03/2009
- The Space of Words 19/02/2009 - 25/05/2009
- Moving Stills dans le cadre du "Mois Européen de la Photographie / Mutations II 19/02/2009 - 25/05/2009
- Dominique Petitgand. La porte ne s'est pas ouverte (The door didn't open) 19/02/2009 - 25/05/2009
- Beyond Kiosk. Modes of Multiplication 15/03/2009 - 13/09/2009
- Nikolay Polissky. Large Hadron Collider dans le cadre du cycle "Habiter" 07/05/2009 - 13/09/2009
- Guillaume Leblon 18/06/2009 - 13/09/2009
- Florian Pumhösl 18/06/2009 - 13/09/2009
- Out of Storage II . Rythmes 18/06/2009 - 13/09/2009
- Jerszy Seymour. Coalition of Amateurs 18/06/2009 - 13/09/2009
- Claire Barclay 10/10/2009 - 03/01/2010
- Olivier Foulon. Prisma Pavillion 10/10/2009 - 03/01/2010
- Didier Marcel 10/10/2009 - 03/01/2010
- Tomás Saraceno 10/10/2009 - 03/01/2010
- Go East II . Mudam Collection supported by KBL European Private Bankers 10/10/2009 - 03/01/2010
- Le Meilleur des Mondes (du point de vue de la Collection Mudam) 30/01/2010 - 24/05/2010 : Marina Abramović, Eija-Liisa Ahtila, Haluk Akakce, Sylvie Auvray, Stephan Balkenhol, Bruno Baltzer, Vincent Beaurin, Bernd & Hilla Becher, Valérie Belin, Pierre Bismuth, Sylvie Blocher, Andrea Blum, Erik Boulatov, Ronan & Erwan Bouroullec, Miguel Branco, Victor Burgin, Gerard Byrne, Pedro Cabrita Reis, Masaya Chiba, Hannah Collins, Gil Heitor Cortesão, Stéphane Couturier, Tony Cragg, Alexandra Croitoru, Rosson Crow, Richard Deacon, Alain Declercq, Wim Delvoye, Damien Deroubaix, David Dubois, Jan Fabre, Roland Fischer, Günther Förg, Katrin Freisager, Franz Gertsch, Gilbert & George, Tina Gillen, Nan Goldin, Konstantin Grcic & Nitzan Cohen, Andreas Gursky, Steven C. Harvey, Federico Herrero, Edgar Honetschläger, Sven Johne, Jesper Just, Izima Kaoru, William Kentridge, Kimsooja, Shiro Kuramata, Claude Lévêque, Edward Lipski, Richard Long, Chad McCail, Jennifer & Kevin McCoy, Steve McQueen, Maurizio Nannucci, Manuel Ocampo, Miguel Palma, Grayson Perry, Raymond Pettibon, Éric Poitevin, Nikolay Polissky, Antoine Prum, Tobias Putrih, Thomas Ruff, Cindy Sherman, Katharina Sieverding, Nedko Solakov, Eve Sonneman, Thomas Struth, Martin Szekely, Bert Theis, Wolfgang Tillmans, Tatiana Trouvé, Janaina Tschäpe, Su-Mei Tse, Jean-Luc Vilmouth, Kara Walker, Bill Woodrow, David Zink Yi
- Design City Luxembourg . 'Edition 0' by Mudam 30/01/2010 - 24/05/2010
- Mudam Collection 30/01/2010 - 24/05/2010 : Marina Abramović, Stephan Balkenhol, Bruno Baltzer, Bernd & Hilla Becher, Sylvie Blocher, Andrea Blum, Miguel Branco, Chto Delat (en), Tony Cragg, Alain Declercq, Wim Delvoye, Damien Deroubaix, Roland Fischer, Günther Förg, Katrin Freisager, Franz Gertsch, Gilbert & George, Tina Gillen, Nan Goldin, Konstantin Grcic & Nitzan Cohen, Andreas Gursky, Edgar Honetschläger, Kimsooja, Imi Knoebel, Antoine Laval, Claude Lévêque, Edward Lipski, Jennifer & Kevin McCoy, Michel Majerus, Nikolay Polissky, Eric Poitevin, Tobias Putrih, Thomas Ruff, Cindy Sherman, Katharina Sieverding, Thomas Struth, Martin Szekely, Bert Theis, Wolfgang Tillmans, Su-Mei Tse, Didier Vermeiren, Jean-Luc Vilmouth, David Zink Yi
- Sketches of Space 19/06/2010 - 19/09/2010
- Y8. Performance yoga avec la participation du public 19/06/2010 - 19/09/2010
- Premier étage – Second degré 17/11/2010 - 10/04/2011 : Sylvie Auvray, Sam Baron, Beaurin & Domercq, Christoph Büchel, Libia Castro & Olafur Ólafsson, Jacques Charlier, Claude Closky, Tony Cragg, Gaston Damag & Manuel Ocampo, Jürgen Drescher, General Idea, Jochen Gerner, John Giorno, Jack Goldstein, João Maria Gusmão & Pedro Paiva, Simon Jacquard, Terence Koh, Edward Lipski, Martin Margiela, Mathieu Mercier, Albert Oehlen, Martin Parr, Grayson Perry, Joe Scanlan, Walter Van Beirendonck, Judi Werthein & Leandro Erlich, Franz West, Heimo Zobernig[2]
- Walking Through... 27/04/2011 - 06/11/2011
- Flatland  07/10/2017 - 02/04/2018 Curators: Marianne Derrien, Sarah Ihler-Meyer. Artists: Laëtitia Badaut Haussmann, Francis Baudevin, Philippe Decrauzat, Marie-Michelle Deschamps, Angela Detanico / Rafael Lain, Hoël Duret, Sylvie Fanchon, Liam Gillick, Mark Hagen, Christian Hidaka, Sonia Kacem, Tarik Kiswanson, Vera Kox, Sarah Morris, Reinhard Mucha, Damián Navarro, Camila Oliveira Fairclough (en), Bruno Peinado, Julien Prévieux, Eva Taulois, John Tremblay, Pierre Vadi, Elsa Werth, Raphaël Zarka[3]

## Le site Web

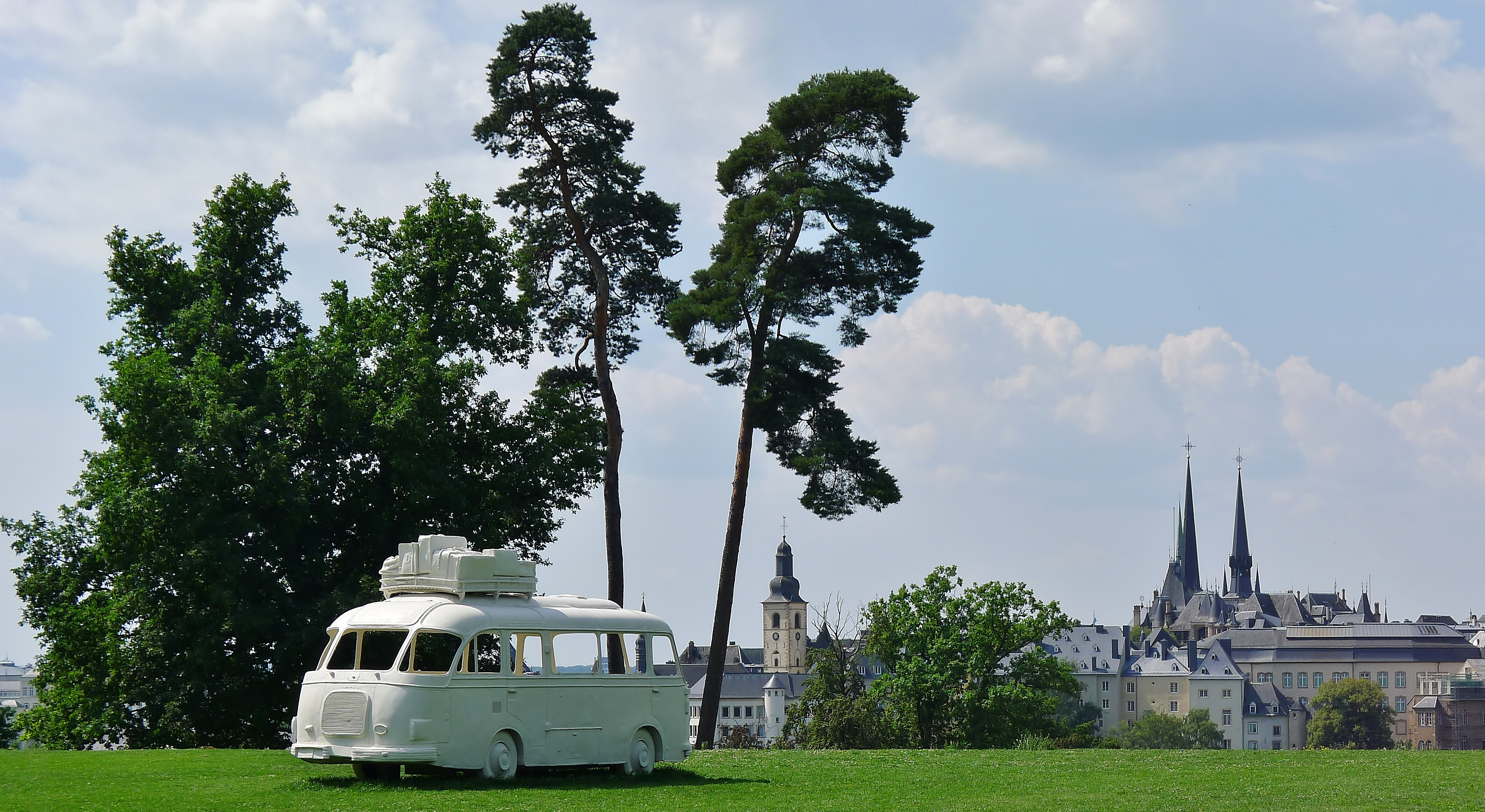
La ville de Luxembourg, vue depuis le Mudam.

C'est pour le site qu'a été trouvé le nom Mudam, qui est finalement resté celui du musée. Marie-Claude Beaud, la directrice du Mudam, voulait confier le projet du site à un artiste qui sache jouer avec les codes du multimédia, qui sache ce qu'est un musée et qui envisagerait le site comme un objet pouvant être qualifié d'œuvre d'art.
Elle a donc confié ce projet à Claude Closky, qui a séparé l'information en trois sections :
- Une partie institutionnelle, fournissant tous les renseignements possibles sur le musée et son actualité
- Un magazine, qui diffuse des textes originaux sur l'art ou sur le design. L'interface du magazine est un "prompteur", c’est-à-dire que le texte est écrit en très gros et défile tout seul, selon une vitesse paramétrable par l'utilisateur. Les articles ne sont pas illustrés, excepté les diaporamas de Pierre Leguillon qui eux, ne sont pas commentés.
- Des œuvres en ligne commandées par le musée sur proposition de Claude Closky. Dans ce cadre ont été produites des œuvres de Zhou Yi, Hervé Graumann, Peter Kogler, François Curlet, le Cercle Ramo Nash, Aleksandra Mir, David Shrigley, Étienne Cliquet, Entropy8zuper, Emmanuelle Antille, Irational, Éric Maillet. L'interface de cette « iGalerie » pastiche les projets de "musées en 3D".

La partie institutionnelle du site a connu trois versions distinctes, en 2001, 2003 et 2006. Les deux premières versions reposaient sur un détournement de l'usage des fenêtres dites « pop-up », choix qui a dû être abandonné du fait de la mauvaise réputation des fenêtres pop-up contre lesquelles de nombreux logiciels "bloquants" ont été créés.

## Personnalités présentes à l'inauguration
Le Mudam a été inauguré officiellement le samedi 1er juillet 2006 en présence du grand-duc Jean, à qui est consacré le musée et de son fils, le grand-duc Henri, actuel souverain du Luxembourg. Le jour de l'inauguration du musée coïncidant avec le 25e anniversaire de mariage du grand-duc Henri, un nombre inhabituel de têtes couronnées étaient présentes :
- Membres de la famille grand-ducale : le grand-duc Jean, accompagné de ses enfants et beaux-enfants : le grand-duc Henri et la grande-duchesse María Teresa, l'archiduc Carl-Christian et l'archiduchesse Marie-Astrid d'Autriche, le prince Jean, le prince Nicolas et la princesse Margaretha de Liechtenstein, le prince Guillaume et la princesse Sybilla de Luxembourg. Des petits-enfants du grand-duc Jean étaient également présents.
- Monarchies régnantes : le duc et la duchesse de Brabant ; la reine Fabiola de Belgique ; le prince héritier et la princesse héritière de Danemark ; le prince Hassan bin Talal et la princesse Sarvath de Jordanie ; le prince Philipp et la princesse Isabelle de Liechtenstein ; le prince souverain Albert II de Monaco ; le prince héritier de Norvège ; le roi et la reine de Suède
- Monarchies non régnantes : le duc et la duchesse de Bragance (Portugal) ; l'ex-roi Siméon II et son épouse Margarita de Bulgarie ; l'ex-roi Constantin II et l'ex-reine Anne Marie de Grèce ; l'Aga Khan
- Autres : Claude Wiseler, ministre des Travaux publics ; Octavie Modert, secrétaire d'État à la Culture, à l'Enseignement supérieur et à la Recherche ; Jacques Santer (ancien Premier ministre du Luxembourg et ancien président de la Commission européenne), président du Conseil d'administration du Mudam ; Ieoh Ming Pei, architecte du musée; Marie-Claude Beaud, directrice du musée. De nombreux artistes dont les œuvres sont présentes dans les collections ont aussi assisté à la cérémonie.

## Controverses

L'édification du musée ne s'est pas faite sans difficultés, et les travaux ont pris quatre ans de retard.
Pour commencer, le lieu choisi semblait inapproprié à certains qui auraient préféré y voir un musée d'histoire militaire. Le Mudam se verra d'ailleurs amputer de 2 000 m2 au profit du futur « musée de la forteresse ». Certains détracteurs du musée ont aussi qualifié la collection du musée de « très peu importante ». Le budget (88 millions d'euros) a lui aussi été contesté. La direction du musée par une Française a fait grincer quelques dents.
Un petit scandale concernant le choix de matériaux a éclaté lorsque les tribunaux luxembourgeois se sont demandé si la pierre dite « magny doré type le Louvre », voulue par Pei pour recouvrir l'édifice et livrée par une société française, était bel et bien du « magny doré ».
Pour finir, certaines sociétés ont critiqué les modalités d'attribution des marchés, qualifiant les soumissions publiques (appels d'offres) d'irrégulières — un procès est en cours.